# Главнокомандующий (фильм)
«Главнокома́ндующий» (англ. General Commander) — боевик совместного производства США, Великобритании, Венгрии и Филиппин. Премьера состоялась 28 мая 2019 года.

## Сюжет
После неудачной миссии в Пномпене (Камбоджа) специальный отряд под командованием Джейка Александера (Стивен Сигал) был распущен. Но, невзирая на приказ о роспуске, отряд продолжает выполнение своей миссии. Цель спецназовцев — ликвидация торговца оружием.

## В ролях
| Актёр             | Роль             |
| ----------------- | ---------------- |
| Стивен Сигал      | Джейк Александер |
| Рон Смуренбург    | подручный Хэйеса |
| Соня Кулинг       | Соня Деккер      |
| Сорайя Торренс    | Анна Розен       |
| Мика Хавьер       | Мария Лопез      |
| Эрденетуя Батсух  | Туя Александер   |
| Меган Браун       | Джессика Томпсон |
| Байрон Гибсон     | Том Бентон       |
| Рикардо Сепеда    | Мао              |
| Билли Рэй Гэллион | Зак Стивенс      |